# 红花岗四烈士墓
红花岗四烈士墓位于中国广东省广州市广州起义烈士陵园（即“红花岗”）内，“四烈士”是指在辛亥革命前后牺牲并安葬的四位烈士，他们是：温生才、林冠慈、钟明光和陈敬岳。

## 墓建築
四人的合葬墓原來非常簡陋，至民國七年（1918年），由林森發起募款修建至今日的模樣。
墓道有一座四柱三門的石牌坊，坊額以篆書橫刻「紅花崗四烈士墓」七字。坊後為一平台， 東邊正對石牌坊處，豎立一塊「紅花崗四烈士之碑」，上載有四烈士為建立中華民國而英勇犧牲的事蹟，落款人名字等在文化大革命時被凿爛，至今仍空白。平台北面為石級墓道，沿級而上即四烈士墓。墓坐北向南，墓包為圓形，混凝土結構，寬9.3米，高3.2米，前有花崗岩石祭台，為2.45x0.76x0.62米。墓碑題「溫生才陳敬岳林冠慈鐘明光烈士之墓」。墓前東西兩側各有一亭，為六角形、琉璃瓦頂、鋼筋水泥結構，約高8米。
中廣新聞網1981年曾製播過單元廣播劇「春來三月道忠魂」。

## 四烈士
- 温生才（1870年－1911年4月15日），广东嘉应州人，1907年加入同盟会，1911年4月8日刺杀广州将军孚琦[3]，得手后在途中被巡警抓捕，4月15日牺牲。[1][4]
- 林冠慈（1883年－1911年8月13日），广东归善县人，同盟会会员，1910年加入支那暗杀团。[5]
- 陈敬岳（1867年－1911年11月7日），广东嘉应州人，1908年赴新加坡任华文学校教师，1906年加入中国同盟会。1911年4月加入支那暗杀团。[6]1911年8月13日，[7] 和林冠慈刺杀广东水师提督李准，[1]未果。在激战中，林冠慈中弹身亡，陈敬岳被捕，11月7日遭杀害[7]。
- 钟明光（1881年－1915年8月28日），广东兴宁县人，同盟会会员。1915年8月27日，钟明光前往广州积厚坊刺杀广东军阀龙济光，未果，被捕，次日遭杀害。[8]

- 1918年前未合葬時的四人墳墓
- 石牌坊
- 牌坊、碑和墓
- 四烈士之碑
- 四烈士墓